# Trojklonná soustava
Trojklonná neboli triklinická krystalová soustava je jedna ze sedmi krystalografických soustav. Je to nejméně souměrná krystalová soustava, existují v ní jen dva prvky souměrnosti: jednonásobná osa souměrnosti (symbol 1), nebo střed souměrnosti (symbol 1). Z Bravaisových mřížek se v triklinické soustavě vyskytuje jen primitivní (P). Metriku této soustavy tvoří tři nestejně dlouhé osy, které dohromady svírají různé úhly. Znaménko ≠ tu však neznamená a priori nerovnost, ale nemusí se rovnat, protože o zařazení krystalu do dané soustavy rozhoduje i souměrnost.

## Výběr souřadnicové soustavy
Vzhledem na nízkou souměrnost je výběr souřadnicových os libovolný. Jako osy se vybírají ty, v jejichž směru jsou nejkratší translační vektory. Úhly mezi osami se vybírají tak, aby byly všechny tupé, nebo všechny ostré. Tento způsob výběru se označuje jako normální prezentace.

## Krystalové tvary
V této nejméně souměrné soustavě mohu existovat v libovolné orientaci jen pediony (v bodové grupě 1), nebo jen pinakoidy (v bodové grupě 1). Všechny krystalové tvary jsou všeobecné (nebo limitní) a zároveň jsou všechny otevřené, proto mohou vystupovat jen v kombinacích.